# Comuna Buzoești, Argeș
Buzoești este o comună în județul Argeș, Muntenia, România, formată din satele Bujoreni, Buzoești, Cornățel, Curteanca, Ionești, Podeni, Redea, Șerboeni, Tomșanca, Vlăduța și Vulpești (reședința).

## Așezare
Comuna se află în sudul județului, în Câmpia Găvanu-Burdea, pe malurile Teleormanului. Este străbătută de șoseaua națională DN65A, care leagă Piteștiul de Roșiorii de Vede. La Vulpești, din acest drum se ramifică șoseaua județeană DJ504, care duce spre sud la Recea, Izvoru, Popești, mai departe în județul Teleorman la Mârzănești, Alexandria (unde se intersectează cu DN6 și DN6F), Orbeasca, Olteni, Trivalea-Moșteni, Tătărăștii de Jos, Tătărăștii de Sus, și mai departe în județul Giurgiu la Gogoșari, Putineiu și Giurgiu (unde se termină în DN5B). Prin comună trece și calea ferată Pitești-Roșiori, pe care este deservită de halta Ionești. Comuna Buzoești se învecinează cu comuna Ungheni la sud, cu comuna Recea și cu comuna Negrași la sud-est, cu comuna Rociu la est, cu comuna Suseni la nord-est, cu municipiul Costești la nord, cu comuna Lunca Corbului și cu comuna Stolnici la vest, și cu comuna Hârsești la sud-vest. 

## Demografie
Componența etnică a comunei Buzoești
     Români (94,26%)
     Alte etnii (0,08%)
     Necunoscută (5,66%)
Componența confesională a comunei Buzoești
     Ortodocși (93,61%)
     Alte religii (0,34%)
     Necunoscută (6,05%)
Conform recensământului efectuat în 2021, populația comunei Buzoești se ridică la 5.056 de locuitori, în scădere față de recensământul anterior din 2011, când fuseseră înregistrați 5.975 de locuitori. Majoritatea locuitorilor sunt români (94,26%), iar pentru 5,66% nu se cunoaște apartenența etnică. Din punct de vedere confesional, majoritatea locuitorilor sunt ortodocși (93,61%), iar pentru 6,05% nu se cunoaște apartenența confesională.

## Politică și administrație
Comuna Buzoești este administrată de un primar și un consiliu local compus din 15 consilieri. Primarul, Ion Dulduruc[*], de la Partidul Social Democrat, este în funcție din 1 noiembrie 2024. Începând cu alegerile locale din 2024, consiliul local are următoarea componență pe partide politice:
|  | Partid                             | Consilieri | Componența Consiliului | Componența Consiliului | Componența Consiliului | Componența Consiliului | Componența Consiliului | Componența Consiliului | Componența Consiliului | Componența Consiliului |
|  | ---------------------------------- | ---------- | ---------------------- | ---------------------- | ---------------------- | ---------------------- | ---------------------- | ---------------------- | ---------------------- | ---------------------- |
|  | Partidul Social Democrat           | 8          |                        |                        |                        |                        |                        |                        |                        |                        |
|  | Partidul Național Liberal          | 4          |                        |                        |                        |                        |                        |                        |                        |                        |
|  | Alianța pentru Unirea Românilor    | 2          |                        |                        |                        |                        |                        |                        |                        |                        |
|  | Partidul Mișcarea România Suverană | 1          |                        |                        |                        |                        |                        |                        |                        |                        |

## Istorie
La sfârșitul secolului al XIX-lea, comuna făcea parte din plasa Cotmeana a județului Argeș și era formată din satele Buzoești și Podeni, având în total 630 de locuitori. Existau în comună două biserici și o școală. La acea vreme, pe teritoriul actual al comunei, mai funcționau în aceeași plasă și comunele Cornățelu, Ionești, Șerboeni și Vulpești. Comuna Cornățelu, alcătuită doar din satul de reședință, avea 330 de locuitori, o biserică și o școală primară rurală. În comuna Ionești, formată din satele Ioneștii din Deal, Ioneștii din Vale și Tomșanca, trăiau 338 de locuitori, care aveau o biserică. Comuna Șerboeni (denumită și Slobozia-Golești), cu satele Șerboeni și Vlăduța avea 826 de locuitori, iar în ea existau două biserici (una în fiecare sat) și o școală mixtă. Comuna Vulpești, compusă din satele Bujoreni, Olteni și Vulpești, avea 760 de locuitori, o școală rurală mixtă și o biserică ridicată la începutul secolului de postelnicul Gheorghiță Vulpescu.
Anuarul Socec din 1925 consemnează comunele în plasa Teleorman a aceluiași județ. Comunele Vulpești și Cornățelu au fost comasate sub numele de Cornățelu, comuna rezultată având locuitori în satele Bujoreni, Cornățelu și Vulpești (care a devenit reședință). De asemenea, comunei Buzoești i se alipise și satul Curteanca (fost la comuna vecină Găujani), și avea în total acum 1742 de locuitori. Comuna Șerboeni avea aceeași alcătuire și 1167 de locuitori; iar comuna Ionești avea 1062 de locuitori în satele Ionești și Tomșanca. În 1931, comuna Cornățelu a luat numele de Vulpești; comuna Ionești a absorbit atunci și ea comuna Șerboeni, fiind alcătuită din satele Ionești, Șerboeni și Tomșanca.
În 1950, comunele Buzoești, Ionești și Vulpești au fost arondate raionului Costești din regiunea Argeș, în timp comunele Buzoești și Vulpești fiind comasate sub numele de Buzoești, reședința comunei rezultate fiind în satul Vulpești. În 1968, comunele Buzoești și Ionești au revenit la județul Argeș, reînființat, iar comuna Ionești a fost desființată și satele ei au trecut la comuna Buzoești.

## Monumente istorice
În comuna Buzoești se află crucea de piatră de la cotul Troianului (1733), monument memorial sau funerar de interes național, aflată în satul Cornățel.
În rest, alte două obiective din comună sunt incluse în lista monumentelor istorice din județul Argeș ca monumente de interes local, ambele fiind clasificate ca monumente de arhitectură: casa Gheorghița Sandu (1937) aflată pe DJ504 (numărul 190) în satul Cornățel; și biserica „Sfântul Teodor Tiron” (1823) din satul Vlăduța.